# Прийняття герба
Прийняття герба – офіційне визнання людини нешляхетського походження за члена свого роду і надання йому права користування власним гербом. Сам герб часто при цьому змінювався. Це була одна з ранніх форм нобілітації.
Явище прийняття герба існувало в Польщі вже в XIV столітті, особливо ж часто вона була в XV столітті. Було заборонене 1616 року.
З історії відомий акт колективного прийняття до гербових родин провідних польських магнатів та вельмож литовських і руських боярських родів у зв'язку з Городельською унією.
Оскільки прийняття герба створювало можливості для зловживань через прийняття до роду за плату і безконтрольного зростання шляхетського стану, від 1578 кожне прийняття герба вимагало схвалення сейму, а від 1601 - Конституції.